# Modelo general de circulación

## La medición de la temperatura por satélite
Desde 1979, Microwave Sounding Units (MSUs) sobre los satélites de la órbita polar de NOAA han medido la intensidad de la radiación de microondas del oxígeno atmosférico. La intensidad es proporcional a la temperatura de las extensas capas verticales de la atmósfera, como se ha demostrado mediante la teoría y comparaciones directas con temperaturas atmosféricas y los perfiles de las radiosondas. La radiación se mide a diferentes frecuencias; estas bandas de frecuencias distintas muestran una banda de carga distinta de la atmósfera. El canal 2 representa ampliamente la troposfera.
Las mediciones han sido realizadas a partir de los datos recibidos de nueve MSUs diferentes, cada uno con sus peculiaridades (por ejemplo,, tiempo de vuelo de una nave espacial relativo al tiempo solar local) que deben ser calculados y eliminados porque pueden tener impactos sustanciales en la tendencia resultante.
El proceso de medición de una temperatura mediante el registro de la radiación es difícil. La medición más conocida, de Roy Spencer y John Christy en la Universidad de Alabama en Huntsville (UAH), está actualmente en la versión 5.1, que incorpora correcciones para rutas orbitales y otros factores. La medición es resultado de una sucesión de diferentes satélites, y los problemas con la intercalibración entre los satélites son importantes, especialmente el NOAA-9.
Durante un cierto tiempo la principal conclusión extraída a partir de los datos basados en los satélites de UAH es que parecían contradecir las predicciones IPCC de las Naciones Unidas sobre el calentamiento global. En abril de 2002, por ejemplo, su tendencia basada en los satélites de medición de temperatura era de solo 0,04 °C/década, comparada con los 0,17 +/- 0,06 °C/década de las
medidas superficiales; sin embargo, en los años siguientes la tendencia de UAH se ha doblado, quedando más acorde con otras tendencias.